# Ayla
Ayla — транс-дует німецьких ді-джеїв DJ Tandu (Ingo Kunzi) та DJ Taucher (Ralph Beck). Під час першого запису у студії перебувала турецька дівчина на ім'я Ayla, саме її ім'я дало назву гурту.
Найвідоміші хіти: Ayla (DJ Taucher mix), Ayla (Part II), Liebe, Angelfalls.DJ Tandu брав участь також у інших музичних проектах, таких, як Montoya (Underwater), Elastique Culture (La Musique), Tarot (Chariot) та Intrance (Te Quierro). Він реміксував пісні DJ Sakin (Protect Your Mind), In-Mood (Deeper Than Deep) та Marino Stephano (Eternal Rhapsody).

## Альбоми
- Atlantis, 1997, Maddog/Intercord
- Ayla, 1997, Maddog/Blow Up
- Ayla Part II, 1998, Unsubmissive Records/Maddog/Blow Up
- Liebe, 1999, Unsubmissive Records
- Nirwana, 1999, Unsubmissive Records/Intercord
- Angelfalls, 1999, Unsubmissive Records
- Orion vs Ayla — Eternity, 2001, Kontor Records